# Aristóteles España
Aristóteles España (Castro, octubre de 1955 - Valparaíso, 28 de julio de 2011) fue un poeta chileno.

## Biografía
Fue uno de los prisioneros políticos más jóvenes llevados al Campo de Concentración de Isla Dawson luego del Golpe de Estado en Chile de 1973. Detenido el mismo 11 de septiembre de 1973 por la Fuerza Aérea a los 17 años de edad, por ser presidente de la Federación de Estudiantes Secundarios de Magallanes y dirigente regional de la Juventud Socialista, llevado a la Base Aérea Bahía Catalina y posteriormente a Isla Dawson junto con un grupo de cuarenta dirigentes políticos, sociales y juveniles de Punta Arenas, donde fue torturado y sometido a trabajos forzados.

La idea, como me dijo un oficial de la Armada 'es que pierdan la capacidad de pensar, ustedes deben entender que son solo números'; en mi caso era el F-13.

Esa experiencia fue plasmada en su obra Dawson, por la cual en 1985 recibió el Premio latinoamericano Rubén Darío, otorgado por el Ministerio de Cultura de Nicaragua.
Vivió en Argentina entre 1986 y 1993, donde estudió Comunicaciones y guion cinematográfico en la Universidad de Buenos Aires, y una licenciatura en Derechos Humanos en el Instituto argentino por los Derechos del Hombre.
Falleció en el Hospital Carlos van Buren el 28 de julio de 2011, y sus restos fueron trasladados a Punta Arenas para ser enterrado en el Cementerio Municipal.
Desde 2019 se realiza el concurso de Poesía Aristóteles España, en su honor, para premiar a poetas chilenos.

## Obra poética
- La guitarra de mis sueños (1975)
- Incendio en el silencio (1978)
- Equilibrios e incomunicaciones (1977-1981; ediciones clandestinas de su libro Dawson)
- Dawson (1985)[7]
- Contra la corriente (1989)
- El sur de la memoria (Testimonios, 1992)
- Poesía chilena, la generación N.N. 1973-1990 (Antología de poetas jóvenes chilenos, 1993)
- Fuera de la fiesta (Antología de poetas de la Patagonia, 1993)
- Antena parabólica (Antología del taller literario de la Universidad de Magallanes, 1994)
- Los pájaros de post-guerra (1995)
- Tardes extranjeras (1998)
- Materia de eliminación (1998, segunda edición 2002)
- La Entera Noche Llena (2005)
- La Facultad Poética del Mundo Interior (2010)
- Mariposa uruguaya (2010)

## Premios
- 1983 - Premio de Poesía Gabriela Mistral, otorgado por la Municipalidad de Santiago.[8]

- 1985 - Premio latinoamericano Rubén Darío, otorgado por el Ministerio de Cultura de Nicaragua.

- 1998 - Premio Alerce, otorgado por el Ministerio de Educación y la Sociedad de Escritores de Chile.

- 1998 - Premio de Poesía de la Municipalidad de San Felipe.

- 2005 - Premio Juegos Literarios Gabriela Mistral, Municipalidad de Vicuña.

- 2005 - Premio de Literatura Erasmo Bernales, Municipio de Chañaral.